# Moneda de un euro
Las monedas de 1 euro están formadas por una zona interior de níquel revestido en cuproníquel y de una zona exterior de níquel-latón. Tienen un diámetro de 23,25 mm, un grosor de 2,33 mm y un peso de 7,50 gramos. Su borde es estriado alterno: 3 grupos de estriado fino entre 3 segmentos lisos. Todas las monedas tienen una cara común (la cual cambió en 2007 con respecto a la original) y una cara o monumento nacional específica de cada país.

## Billetes de un euro
En el pasado, países como Austria e Italia han solicitado, sin éxito, varias veces al Banco Central Europeo (BCE) la posibilidad de emitir billetes de un euro para controlar la inflación. Sería un método que podría compensar la posible necesidad de abaratar los tipos de interés sin que eso suponga un incremento desmesurado de la demanda de bienes y, con ella, de la inflación. La sustitución de monedas de un euro por billetes del mismo valor conlleva el efecto psicológico de que los compradores se autocontrolan porque perciben que un billete vale más que una moneda.